# Kata Tjuta

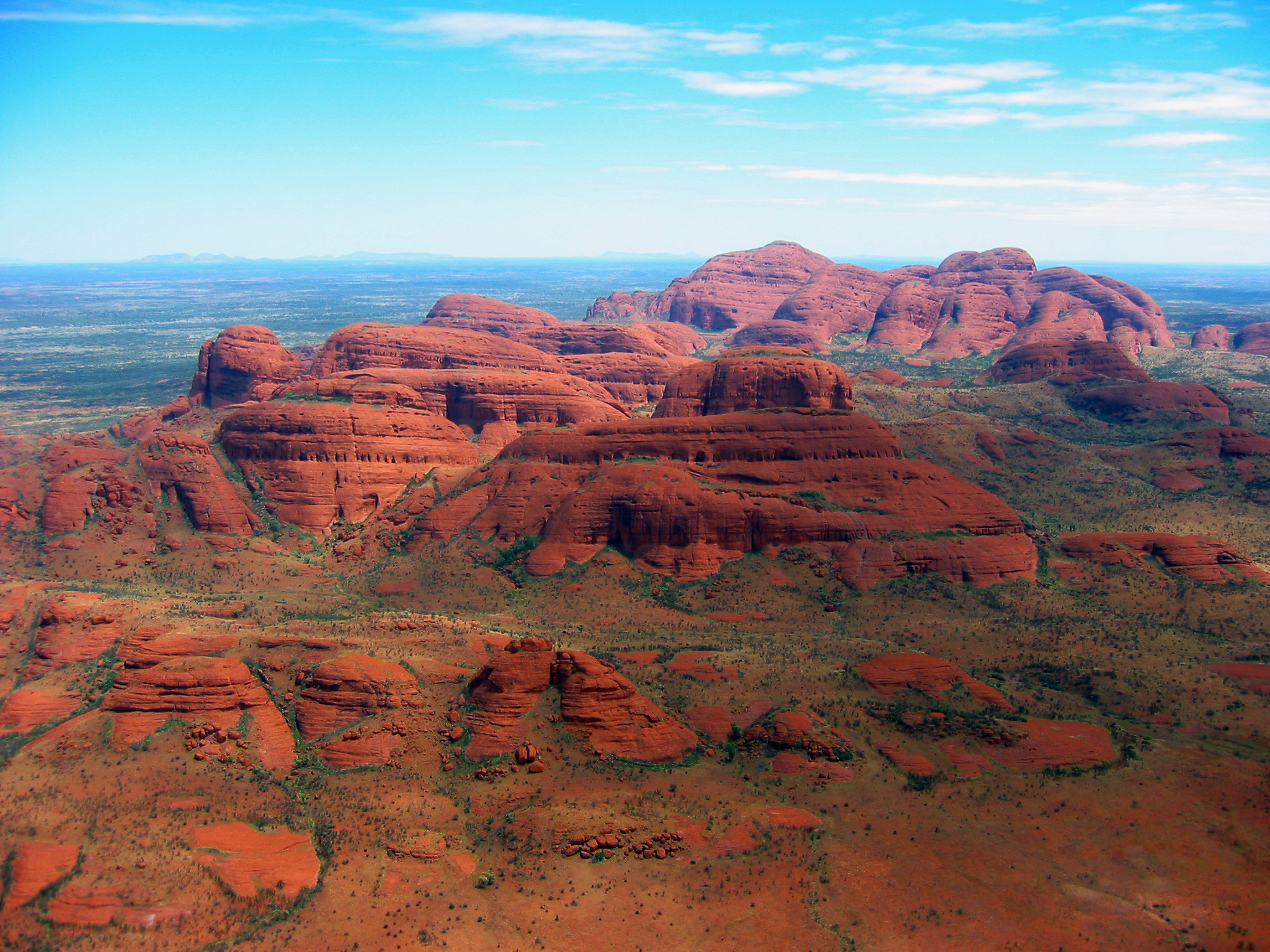
Vista aérea do Kata Tjuta em 2004.

Kata Tjuta, por vezes escrito Tjuta (Kata Joota) e também conhecido como Monte Olga (ou coloquialmente como The Olgas), é um grupo de formações rochosas compostas por domos localizadas a cerca de 365 quilômetros a sudoeste de Alice Springs, na parte sul do Território do Norte, no centro da Austrália. O Uluru, 25 km ao leste, e o Kata Tjuta formam dois marcos importantes dentro do Parque Nacional Uluru-Kata Tjuta.
Os 36 domos que compõem o Kata Tjuta cobrem uma área de 21,68 km² e são compostos por conglomerado, uma rocha sedimentar, formada por fragmentos de rocha (incluindo granito e basalto) imersos em uma matriz arenosa.
O ponto mais alto, o Monte Olga é de 1.066 metros acima do nível do mar ou aproximadamente 546 m acima da planície circundante (198 metros maior que o Uluru). Ele está localizado no Kata Tjuta no extremo leste da Estrada Rio Docker.

## Ver também

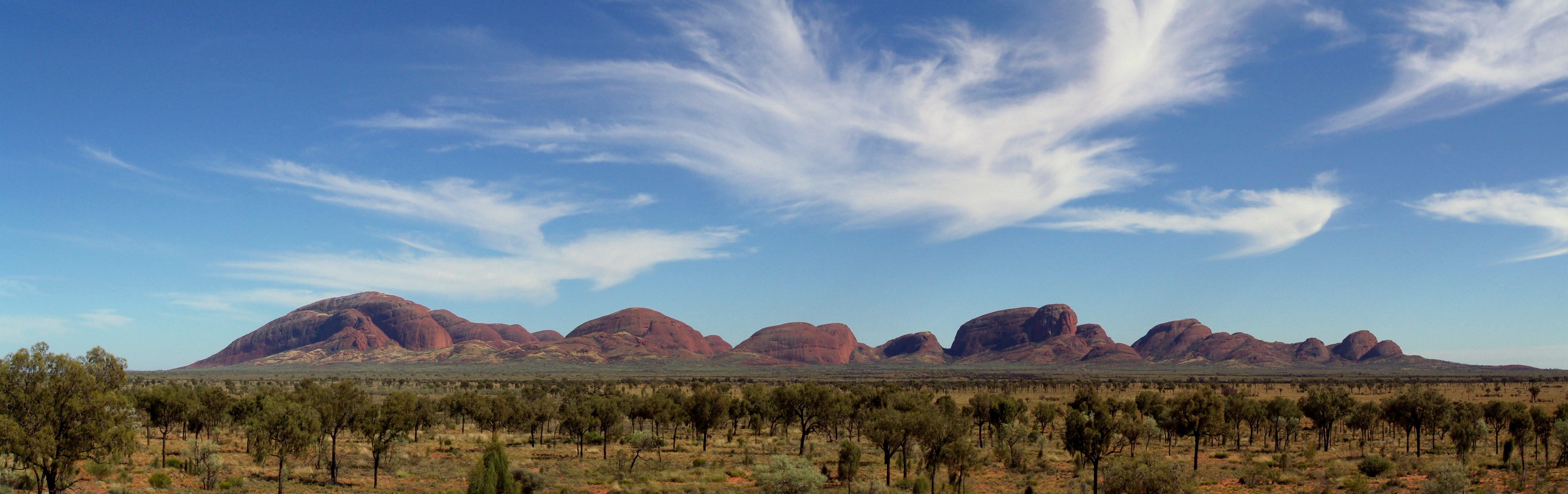
Kata Tjuta, no Parque Nacional Uluru-Kata Tjuta, no Território do Norte, um Patrimônio Mundial pela UNESCO.